# Ахундов, Ариф
Ари́ф Аху́ндов (азерб. Arif Axundov; род. 25 июля 1972) — азербайджанский легкоатлет, выступавший в беге на короткие дистанции. Участник летних Олимпийских игр 1996 года.

## Биография
Ариф Ахундов родился 25 июля 1972 года.
Заинтересовался лёгкой атлетикой в пятом классе школы. Родители поддержали его и записали в спортивную школу.
В 1996 году вошёл в состав сборной Азербайджана на летних Олимпийских играх в Атланте. В беге на 100 метров занял 7-е место среди 9 участников предварительного забега с результатом 11,11 секунды и не попал в четвертьфинал, уступив 7 десятых худшему из квалифицировавшихся в следующую стадию — Паскалю Теофилю из Франции.
В 1997 году участвовал в чемпионате мира в Афинах. Выступал в беге на 200 метров и с результатом 22,08 секунды не смог преодолеть предварительный этап.
По окончании карьеры стал тренером. В 2015 году тренировал сборную Азербайджана по лёгкой атлетике на летнем Европейском юношеском Олимпийском фестивале в Тбилиси. Работал в Американской международной школе в Бухаресте.

## Личные рекорды
- Бег на 100 метров - 10,87 (22 мая 1999, Алма-Ата)[4]
- Бег на 200 метров - 21,79 (28 мая 2000, Алма-Ата)[4]